# Famille Plancherel
Pour les articles homonymes, voir Plancherel.
 (août 2024).
La famille Plancherel est une famille suisse, originaire de Boudevilliers, qui a essaimé notamment dans les cantons de Vaud et de Fribourg. Étymologiquement, Plancherel dérive de « planche », terrain plat en culture, soit champ.

## Histoire
Initialement, ce patronyme est lié au lieu-dit Plancherel (anciennement écrit aussi Plancherey ou Plancherex), un hameau de Boudevilliers au Val de Ruz. La famille essaime par la suite à Payerne (vers 1430), Corcelles-près-Payerne (milieu (XVe siècle) , Estavayer-le-Lac, Bussy (1541), Morens, Domdidier et autres lieux.
L’une des plus anciennes mentions d’archives renvoie à Nicolas Plancherel, de Boudevilliers, cité en 1342.
La famille a produit notamment des professeurs, géomètres, mécaniciens, architectes et ingénieurs, comme François-Étienne (1890-après 1960), spécialiste en béton armé à Béziers, ou encore Michel Plancherel (1885-1967), mathématicien de renom.